# Директива 2014/30/ЕС
Директива Европейского союза 2014/30/EU об электромагнитной совместимости (англ. Electromagnetic compatibility EMC) направлена на гармонизацию стандартов в области технического регулирования в странах ЕС и снижение торговых барьеров.
В соответствие с директивой об электромагнитной совместимости 2014/30/EU электроприборы и электрооборудование, размещаемые и ввозимые на территорию Европейского союза, должны быть спроектированы и изготовлены таким образом, чтобы их работа не создавала электромагнитных помех, способных нарушить функционирование радио-, телекоммуникационного и иного оборудования. Кроме того, такие электроприборы сами должны сохранять способность работать предполагаемым образом при нормальном уровне электромагнитных помех. Каких-либо конкретных значений допустимого уровня электромагнитных помех данная директива не устанавливает.

## История принятия директивы
Первая директива Европейского Союза 89/336/ECC, регулирующая электромагнитную совместимость электрооборудования, была принята в 3 мая 1989 года.
Новая её версия – директива 2014/30/EU о электромагнитной совместимости была принята Парламентом Европейского союза 26 февраля 2014 года. Она заменила собой директиву 2004/108/EC, действующую c 15 декабря 2004 года. Для перехода на новую директиву предусмотрен срок до 19 апреля 2016 года, после которого директива 2004/108/EC утрачивает свою силу.
Только товары, полностью советующие требованиям директивы о электромагнитной совместимости 2014/30/EU, могут быть маркированы знаком CE и выпущены для свободного обращения на европейский рынок.

## Область применения
В самой директиве 2014/30/EU о электромагнитной совместимости не указывается, какие виды продуктов попадают под её действие, но из текста следует, что область применения директивы о электромагнитной совместимости распространяется почти на все электроприборы и электрооборудование, способные вызывать электромагнитные помехи.